# Marie Hadačová
Marie Hadačová (* 24. listopadu 1953) byla česká a československá politička Komunistické strany Československa a poslankyně Sněmovny lidu Federálního shromáždění za normalizace.

## Biografie
K roku 1986 se profesně uvádí jako soustružnice. Ve volbách roku 1986 zasedla za KSČ do Sněmovny lidu (volební obvod č. 33 - České Budějovice, Jihočeský kraj). Ve Federálním shromáždění setrvala do konce funkčního období, tedy do svobodných voleb roku 1990. Netýkal se jí proces kooptací do Federálního shromáždění po sametové revoluci.